# Alwin der Letzte
Alwin der Letzte ist eine deutsche Filmkomödie der DEFA von Hubert Hoelzke aus dem Jahr 1960.

## Handlung
Alwin Schmieder, sein jüngerer Bruder August und sein Freund Otto sind die einzigen Männer im Dorf, die noch nicht in die LPG eingetreten sind. Für Hühnerexperten August stellt sich die Frage auch nicht, weil er nur Bediensteter seines Bruders ist, von dem er Kost und Logis, selten jedoch eine Bezahlung erhält. Alwin ist seit kurzer Zeit Witwer und erkennt nun, dass er ohne seine Amanda mit dem Haushalt nicht mehr zurechtkommt. Zwar hilft ihm sein Bruder, doch packt Sohn Karl beispielsweise kaum mit auf dem Hof an. Er ist in der LPG und hat zudem in der Stadt eine „Politische“ kennengelernt, die Alwin ohne sie zu kennen ablehnt und um jeden Preis von Karl fernhalten will.
Alwin lässt über Otto eine Heiratsannonce in die Sonntagspost setzen, die Otto der Diskretion halber jedoch für einen „A. Schmieder“ aufgeben lässt. August wiederum sucht in der Zeitung ebenfalls per Annonce, jedoch nach einer Glucke. Dies führt dazu, dass Alwin stets den Briefträger abfangen muss, damit August nicht die falschen Briefe erhält. Die Heiratsidee wird Alwin jedoch durch das Testament seiner Frau ausgetrieben, die festlegt, dass Alwin im Fall einer Wiederverheiratung zwei Fünftel seines Vermögens an Amandas Schwester Berta zu geben hat. Karl wiederum wird testamentarisch sein Land verlieren, wenn er nicht in einem Jahr heiratet.
Vergeblich hat LPG-Vorsitzender Ernst Baldauf bisher versucht, Alwin davon zu überzeugen, eine seiner leerstehenden Kammern für einen LPGler herzugeben. Karls „Politische“ ist inzwischen im Dorf angekommen – sie heißt Bärbel und will Alwin von sich überzeugen. Sie erscheint vorgeblich zufällig im Hause Schmieder, um sich einen Hühnerkatalog auszuleihen. Da sie schon einmal da ist, putzt sie gleich die Stube und kommt auch die nächsten Tage immer öfter vorbei, um den Haushalt zu erledigen. Alwin gewinnt sie lieb und setzt nun alles daran, sie mit Karl zusammenzubringen. Er bestimmt auch, dass sie eine der leerstehenden Kammern bezieht. August lernt unterdessen die Hühnerzüchterin Karoline Gutjahr kennen, die eigentlich auf die Heiratsannonce von Alwin geantwortet hatte. August nahm den Brief entgegen und antwortete Karoline wahrheitsgemäß, dass er bereits eine junge Glucke habe und daher auf ihr Angebot nicht eingehen könne. Karoline kam sich veralbert vor und wollte August zur Rede stellen. Als das Missverständnis geklärt ist, erkennen beide, dass sie einander mögen. August erklärt dem verdutzten Alwin, dass er heiraten und mit Karoline leben werde – auf ihrem Hof und in der LPG. Alwin wiederum plante gerade, Karoline selbst einen Antrag zu machen, erwies sich Amandas Testamentsklausel doch als nichtig, weil ihre Schwester Berta bereits verstorben ist. Alwin muss nun weitere Schicksalsschläge hinnehmen: Karl und Bärbel erklären ihm, dass Bärbel die Politische und zukünftige Schwiegertochter Alwins ist. Alwin nimmt es jedoch gelassen, da ja alles in einem anderen Licht gesehen werde, wenn man die Person kennt, die sich politisch engagiert. Otto wiederum hat sich entschlossen, doch in die LPG einzutreten. Er gibt Alwin, der nun der letzte Nicht-LPGler im Dorf ist, seinen doppelten LPG-Antrag und Alwin bleibt allein zurück. Langsam entfaltet er den Antrag und beginnt ihn zu lesen.

## Produktion
Alwin der Letzte beruht auf dem gleichnamigen Theaterstück von Margret Gruchmann-Reuter und Erich Heller. Die Kostüme schuf Gerda Sachs, das Szenenbild stammte von Reinhard Welz.
Alwin der Letzte erlebte am 23. September 1960 im Berliner Colosseum sowie im Potsdamer Kino Melodie seine Premiere. Am 1. Mai 1961 war der Film auf DFF 1 erstmals im Fernsehen der DDR zu sehen. Es war der erste Kinofilm, den der Regisseur Hubert Hoelzke drehte. Er selbst ist in einer Nebenrolle als junger Bauer zu sehen.
Der Film gehörte neben Kein Ärger mit Cleopatra und Senta auf Abwegen zu den Werken der DEFA, die „schwankhafte filmische Aufrufe zum Beitritt in die LPG sind“.

## Kritik
Die zeitgenössische Kritik befand, dass der Film humorvoll sei, sich jedoch in gesellschaftlicher Hinsicht zu wenig mit „Freund und Gegner“ auseinandersetze. Für den film-dienst war Alwin der Letzte eine „anspruchslose, nur in Maßen amüsante Komödie“.